# Winifred McNair
Winifred Margaret McNair z domuSlocock (ur. 9 sierpnia 1877 w Donnington, zm. 28 marca 1954 w Kensington) – tenisistka brytyjska, mistrzyni olimpijska w grze podwójnej.
Zdobyła złoty medal na letnich igrzyskach olimpijskich w 1920 roku rozgrywanych w Antwerpii. Grała w parze z Kathleen McKane, również Brytyjką.